# Gran DT
El Gran DT es un concurso organizado por el Diario Clarín. Se arma un equipo de 15 jugadores (11 titulares y 4 suplentes) con diversos futbolistas de la primera división del fútbol argentino, ganando puntos sobre la base de los puntajes con los cuales el diario califica las actuaciones de los mismos en los encuentros de cada fecha del respectivo campeonato. Fue creado en 1995 y se realizó en su primera etapa hasta 1998, en los cuales fue jugado por más de tres millones de lectores del diario. El juego fue relanzado el 17 de agosto de 2008.

## Descripción
El Gran DT es un concurso que el diario Clarín diseñó a partir del juego londinense Football Dreams ("Fútbol de los sueños"), con diversas modificaciones. La más notable es que, a diferencia de la versión inglesa, el juego argentino autoriza un único equipo por persona, para obligar a los concursantes a considerar bien sus decisiones.
El nombre del juego se debe a que el concursante interpretaría a un Director técnico de fantasía, que crea un equipo ficticio reuniendo jugadores reales de su elección de los diversos clubes de primera división.
Si se tiene como táctica un 4-4-2, se elige un arquero, cuatro defensores, cuatro volantes y dos delanteros. Asimismo, se eligen 4 suplentes, 1 por cada posición, cuyas actuaciones son consideradas sólo si alguno de los jugadores elegidos como titulares no participara del partido en la fecha respectiva.
Existen 3 tácticas que se pueden utilizar en este concurso:
- 3-4-3: 1 arquero, 3 defensores, 4 volantes y 3 delanteros;
- 4-4-2: 1 arquero, 4 defensores, 4 volantes y 2 delanteros;
- 4-3-3: 1 arquero, 4 defensores, 3 volantes y 3 delanteros.

El Diario proporciona, en su sección deportiva, críticas de los diversos partidos asignando un puntaje de 1 a 10 a cada jugador que interviene en el mismo. El puntaje de un equipo de "El Gran DT" es la suma de los puntajes respectivos de los jugadores elegidos.
La elección de jugadores de la edición apertura 2012 no tiene limitaciones como las versiones anteriores (se eliminó la restricción de tres jugadores del mismo equipo). Además, al iniciar el concurso el diario distribuye un suplemento con cotizaciones monetarias ficticias para cada jugador, con la premisa de que la suma de las cotizaciones de los jugadores elegidos no supere un límite prefijado en 65 millones de pesos (Este presupuesto aumentará cuando el organizador lo considere necesario, generalmente en la fecha 11). Dichas limitaciones impiden que el concursante arme copias de los equipos reales, o que se limite a reunir a las estrellas más destacadas.

## Alcance
El sitio de El Gran DT es el segundo sitio de deportes más visitado de la Argentina, solo superado por el diario deportivo en línea Olé
Así lo demostró comScore, Inc., líder en medición del mundo digital, que publicó un estudio sobre la categoría de Deportes en línea en Argentina basado en los datos de su servicio comScore Media Metrix. Dicho estudio descubrió que Argentina se ubica en el décimo lugar en el mercado mundial en cuanto a alcance porcentual de deportes, con más de la mitad de los usuarios en línea del país visitando un destino de deportes en mayo de 2011.
Tal es el furor del juego, que hasta los programas de TV y Radio participan en un Torneo llamado "Liga de programas".

## Modificaciones
A lo largo de las temporadas en las que se armó el juego, se fueron introduciendo algunas ligeras variantes a la concepción original. Por ejemplo, se autorizó la realización de cambios en el equipo (limitados a cuatro por fecha, siendo el primer cambio gratuito y los otros tres de pago) o el uso para el juego de los jugadores argentinos que participaran de las ligas de España e Italia. En el suplemento con las cotizaciones, dichos jugadores integraban un equipo ficticio denominado "Legión extranjera", al cual se aplicaba el mismo límite de tres jugadores para el equipo del concursante.
La edición Clausura 2011 llegó con varias novedades respecto a su última edición. Por ejemplo: $15.000 al Ganador De La Fecha. $100.000 al Ganador del Juego. Torneo de Amigos con Premios. Miniligas con Premio de $65.000. Copa Gran DT NOKIA con $75.000 en premios.
En la edición Apertura 2011 se agregó la opción "capitán", donde los Participantes deberán designar un Capitán del Equipo imaginario que armaron el cual podrá ser cambiado en cualquier fecha. El jugador designado como Capitán del Equipo en la fecha, duplicará la Calificación Clarín.
La edición Clausura 2012 llegó cargada de novedades:
Gran DT B Nacional
Similar al torneo original, pero con jugadores de la B Nacional (comienzan a sumar a partir de la fecha 26 de la B Nacional), el cual ya había tenido un asome en la edición anterior, durante las últimas 3 fechas.
Gran DT Futbol 5:
- Equipo con 5 jugadores sin límite de presupuesto.
- Conformado por arquero y 4 jugadores de campo, sin límite de posiciones. Pueden ser 4 volantes, 2 defensores y 2 delanteros, etc. *No tenés suplentes.
- Podés elegir tantos jugadores del mismo club como desees.
- Tus jugadores puntúan de la misma manera que en Gran DT.
- El ganador de la fecha se lleva $ 5.000 y el del torneo $ 50.000.

COPA GRAN DT ISENBECK:
No hay que anotarse. Finalizada la fecha 8 del Torneo Clausura 2012, los primeros 524.288 puestos del ranking de Gran DT clasificarán directamente a la Copa Gran DT Isenbeck.
En la primera ronda, un mano a mano decide en qué grupo seguís participando.
Grupo Ganadores:
Si ganás demostrá que no fue un golpe de suerte. Vencé a tus rivales en el mano a mano
y ganate tu Roadhouse Isenbeck. El segundo puesto se gana un viaje
al Oktoberfest de Villa Gral Belgrano.
Grupo de Revancha:
Si te ganan el mano a mano demostrá que un tropezón no es caída.
Pasá de ronda venciendo a tus rivales y ganate
El Gran Living de Isenbeck.
MINI LIGAS GRAN DT NOKIA:
- Participan los equipos armados antes del inicio de la 6.ª Fecha
- Cada Mini Liga está compuesta por 12 equipos elegidos al azar
- Las Mini Ligas arrancan en la 7.ª Fecha del Torneo Clausura
- Durante 11 fechas los equipos se enfrentan en desafíos “1 contra 1″
- El empate (igualdad de puntos en un desafío) suma 1 punto
- Los desafíos ganados suman 3 puntos y los perdidos no suman
- A igual posición en la tabla, desempata posición general en Gran DT
- Los ganadores de cada Mini Liga se miden en la Fecha 19
- El mejor de todos los finalistas será premiado con $20.000
- Si en la final terminás dentro de los 5 primeros, recibís $5.000

## Detalle completo de puntos que pueden recibir los futbolistas
- Calificación Clarín: 0 a 10 puntos
- Capitán Duplica la Calificación Clarín
- Figura de la cancha: +4 puntos
- Goles de penal: +3 puntos (es indiferente la posición de quien haga el gol)
- Goles convertidos por delanteros: +4 por cada gol
- Goles convertidos por volantes: +6 puntos por cada gol
- Goles convertidos por defensores: +9 puntos por cada gol
- Goles convertidos por arqueros: +12 puntos por cada gol
- Valla invicta: +3 puntos por cada partido para el arquero
- Valla invicta: +2 puntos por cada partido para los defensores
- Goles recibidos (de jugada o penal): -1 punto por cada gol para el arquero
- Gol en contra: -2 puntos por cada gol en contra
- Tarjetas amarillas: -2 puntos por tarjeta amarilla
- Tarjeta roja: -4 puntos por tarjeta
- Penales errados: -4 puntos por cada penal
- Penal atajado*: +4 puntos por cada penal
- Gol hecho de visitante: +2 puntos por cada gol

## Campeones
| Torneo              | Campeón                      | Subcampeón                   | Tercero                       | Cuarto                          | Quinto ++ Gran DT Archivado el 5 de febrero de 2016 en Wayback Machine. |
| ------------------- | ---------------------------- | ---------------------------- | ----------------------------- | ------------------------------- | ----------------------------------------------------------------------- |
| Apertura 2008       | Rodrigo Cavallero (1307)     | Diana Griselda Cano (1298)   | Daniel Alberto Ripari (1296)  | Aldo César Pelourson (1287)     | Salvador Loguancio (1285)                                               |
| Clausura 2009       | Franco Verón Lagger (1279)   | Ana María Funes (1272)       | Carlos Miguel González (1269) | Daniela Dimer (1268)            | Federico Ibarra (1268)                                                  |
| Apertura 2009       | Lucía Zanel (1375)           | Sergio Fernández (1369)      | Nahuel Hermida (1367)         | Carlos Alfredo Pérez (1364)     | Susana Victoria Sette (1359)                                            |
| Clausura 2010       | Alberto Wul (1227)           | Mariano M. Moreno (1214)     | Pablo Artaza (1205)           | Macarena Henkel Cop (1198)      | Daniel Alberto Ibarra (1197)                                            |
| Apertura 2010       | Rodrigo Pérez (1394)         | Guido Manuel Araoz (1390)    | Claudio Martínez (1390)       | Sebastián Amadio (1388)         | Marcos Díaz (1384)                                                      |
| Clausura 2011       | Fernando José Córdoba (1295) | Sonia Herrera (1290)         | César Clemente (1282)         | Margarita Bou (1279)            | Esteban Pereyra (1271)                                                  |
| Apertura 2011       | Joako Cavallero (1440)       | Pablo Tomasini (1432)        | María Luz Basanta Chao (1430) | Eugenia Dolani (1422)           | Juan Cruz Moya (1422)                                                   |
| Clausura 2012       | Carina Catalano (1315)       | Leandro M. Puig (1311)       | Alejandro H. Dimangano (1301) | Mónica A. Gutiérrez (1299)      | Diego Escot (1294)                                                      |
| Inicial 2012        | Fernan Cassin (1412)         | Ana Paula Negrín (1405)      | Andrés Urruty (1400)          |                                 |                                                                         |
| Final 2013          | Giuliano Massimino (1407)    | Óscar Rolando Abramor (1404) | Damián Kleiman (1402)         | Julieta Daniela Gardenal (1393) | Alejandro Daniel Barbatelli (1392)                                      |
| Inicial 2013        | Luca honz (1401)             | Elva Cecilia Giménez (1393)  | Adrián Marcelo Cocato (1382)  | Guillermo José Laera (1382)     | Mario Oscar Michelín (1381)                                             |
| Final 2014          | Nacho Goycochea (1386)       | Juan Pablo Caporossi (1371)  | Martín De Simone (1356)       | Ignacio Olivar (1350)           | Mateo Díaz (1349)                                                       |
| Superliga 2017/2018 | Carlos Benítez (1083)        |                              |                               |                                 |                                                                         |